# Oomph!
Oomph! (AFI: [umf]) es una banda de Neue Deutsche Härte, Metal gótico y Metal industrial, formada en el año 1989 por Dero Goi, Andreas Crap y Robert Flux en Wolfsburgo, Alemania. Son considerados pioneros y creadores del género musical del Neue Deutsche Härte. En el año 2023 tuvieron un cambio importante en la formación del grupo, ya que los integrantes dieron a conocer al nuevo vocalista de la banda llamado Der Schulz más 
conocido por ser el vocalista principal de la banda alemana Unzucht, tras la salida del cantante Dero Goi en el año 2021.
Oomph! incorpora muchos estilos de música, como el metal, el rock alternativo, industrial, electrónica y gótico para crear su sonido. El cambio de estilo estuvo entre su debut homónimo (1992) y su sucesor “Sperm” (1994), apoyado en mayor medida a un sonido de metal y guitarras impulsado sin renunciar a sus raíces electrónicas, inspiró a numerosos músicos, entre las más famosas bandas de Alemania a seguir su ejemplo.

## Nombre de la banda
El nombre de la banda lo encontraron Flux, Dero y Crap en un diccionario de inglés, en donde se define a la palabra Oomph como "...entusiasmo, energía, atracción..." A la banda le gustó ese detalle y así es como nació el nombre de la banda.
Cuando se le preguntó a Dero sobre el nombre el contestó:

Era tan extraño ver un nombre como ese... Ya sabes, con las dos "o" y el signo de exclamación al final. También el aspecto visual y su pronunciación nos llamaba la atención. Me parece que es bueno tener un nombre que cuando la gente lo oiga digan ¿Cómo has dicho?. Es como si tu banda se llamara, no sé, "WC 2, 3, 4" por ejemplo. El nombre tiene que ser especial. Y este es un nombre especial, definitivamente.
Dero Goi

## Formación (1989-1990)
El origen de la historia de la banda se inició en 1989. En un pequeño festival de música en Wolfsburgo se reunieron los tres, quienes ya estaban familiarizados desde la infancia, trabajando en diversos proyectos conjuntos por un largo tiempo, y terminando su desempeño en el grupo “Phaze”. Flux anteriormente trabajó en el grupo, que interpretaba una música vanguardista neo-romántico. Luego siguió unas largas vacaciones en España, donde la banda naciente grabó un álbum de demostración, semi-mítico. Fue liberado en una edición de 500 piezas y se vendió en España. En una entrevista con Dero, hablando de este álbum, dijo: "Para nosotros fue una buena manera de averiguar qué tipo de música queríamos hacer. Hemos intentado, ensayado, grabado; como resultado, hemos convertido el álbum electrónico de vanguardia, similar a lo que hicimos en ese entonces. Pero no era todavía OOMPH!”.

## OOMPH!, su álbum homónimo (1991-1992)
El siguiente hito fue la firma de un contrato con Machinery Records y el lanzamiento del primer sencillo llamado “Ich bin du” en 1991. La canción fue un éxito, y después de él, en 1992, seguido por el álbum llamado "Oomph!". Muchos DJs tanto como público amaron y disfrutaron de la canción “Der neue Gott”, el cual es de todas las canciones, tiene el mayor número de remixes. El siguiente sencillo fue “Der neue Gott”, lanzado en 1993. El grupo comenzó a actuar en sus primeros conciertos. "El primer álbum fue un montón de sonidos electrónicos y pocas guitarras. En consecuencia, Machinery nos mueve en el mercado en el campo de la música electrónica. Nuestra primera actuación en directo tuvo lugar en Frankfurt, Alemania donde éramos un grupo de apoyo de grupos que trabajan en el mismo género." -decía Flux.
En el verano de 1993 la banda estuvo en Nueva York dando un concierto, dicha actuación en el “Limelight”. Dero recuerda como uno de los momentos más aterradores y emocionantes en la historia del grupo.

## Sperm (1993-1994)
En el otoño de 1993, se lanzó el sencillo “Breathtaker”, que contiene remixes de dos canciones del segundo álbum "Sperm", el álbum fue lanzado en 1994 a través de Dynamica, una división de Machinery Records, que se especializaba en música pesada. “Sperm” era a diferencia del primer álbum: más oscuro, con provocadoras letras y la música más pesada. En el mismo año fue lanzado el primer videoclip “Sex”. Debido a los contenidos inadecuados, en términos de la MTV alemana, el vídeo no se le permitió ser mostrado en ese canal. Sin embargo, esto no impidió que el éxito de la canción y el vídeo, ni su liberación del sencillo del mismo nombre. A finales de 1994, el tercer sencillo “3 + 1" fue publicado, que incluye remixes de tres temas del disco y una canción que no está incluido en el álbum.

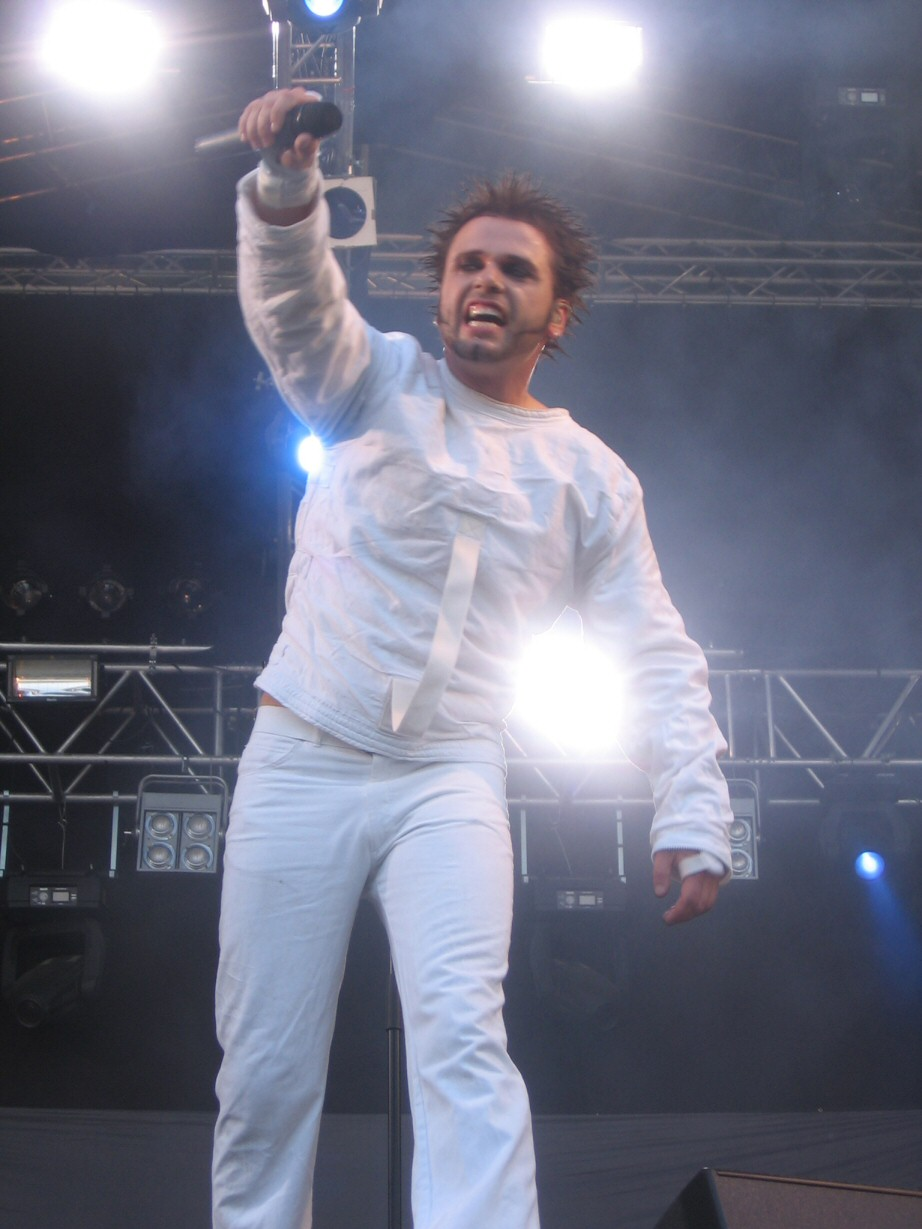
Dero.

## Defekt (1995)
Un año más tarde y con Dynamica publican su tercer álbum "Defekt", que se ha convertido en el más grave y agresivo disco de su historia. Flux en conversaciones acerca de cómo se encontró un nombre para el álbum: "Por lo general, los títulos del álbum son determinados por el fin del trabajo en ellos. Pero en Defekt había tanta historia: trajimos un borrador del trabajo a los expertos para escuchar, pero el CD resultó ser defectuoso. Expertos volvió a nosotros con la inscripción de CD Defekt. Nos miramos unos a otros y llegamos a la conclusión de que un mejor nombre para el álbum no se encuentra". En el momento del lanzamiento del álbum el grupo ya se ha presentado en conciertos en la estructura completa: había un baterista, Leo, que se convirtió en el indiscutible "en vivo" y un bajista, Tobi. En el mismo año produjo un segundo clip de “Ice-Coffin” y el sencillo del mismo nombre. Debido a la falta de organización en la "promoción", el álbum no tuvo mucho éxito. Sin embargo, se dieron cuenta de las principales compañías discográficas, particularmente Virgin Schallplatten. Los músicos comenzaron a discutir con la antigua compañía de grabación con la posibilidad de publicar con Virgin, pero Dynamica les negaron la proposición ya que el contrato con ella tenían para un álbum más.

## Wunschkind (1996-1997)
En 1996 se iniciaron las grabaciones del cuarto álbum "Wunschkind". Flux comenta: "Teníamos que cumplir nuestro contrato y nuestro cuarto álbum, Wunschkind era una especie de nuestra decepción. Fue el coche más repugnante que hemos hecho". La mayoría de los críticos y aficionados apreciaron el álbum como positivo, ya que la combinación de la música y las letras crean emociones, totalmente coherentes con el tema declarado del álbum - el tema del abuso infantil. "Este álbum es acerca de la violencia, independientemente de su naturaleza - el poder de la violencia, intelectual, espiritual y físico. No puedo decir qué tipo de violencia es peligroso, todo el mundo tiene una opinión sobre este asunto. En mi opinión, el gobierno pierde su significado después de darse cuenta de la inutilidad de la misma" decía Dero. Musicalmente, el álbum es muy diferente de la anterior, Oomph! fue lejos de la rigidez y la agresión como en “Defekt”; fuertes teclados, junto con los sonidos de guitarra pesados caracterizan todo el álbum. Un signo indirecto de la creciente popularidad del grupo fue el hecho de que la melodía de las canciones de este álbum, “INRI vs. Jahwe”, se ha utilizado en un juego de ordenador llamado “Command & Conquer”.

## Unrein (1998)
Después de la gira “Wunschkind” a finales de 1996 y principios de 1997, la banda se separó del sello discográfico “Dynamica”. Durante las negociaciones con varias compañías discográficas ya el grupo habían adquirido material para un nuevo álbum. Así que casi inmediatamente después de la celebración del contrato con Virgin Schallplatten, en 1998, una diferencia de un mes fueron liberados el sencillo “Gekreuzigt” y su videoclip, el quinto álbum "Unrein", y el sencillo “Unsere Rettung”.

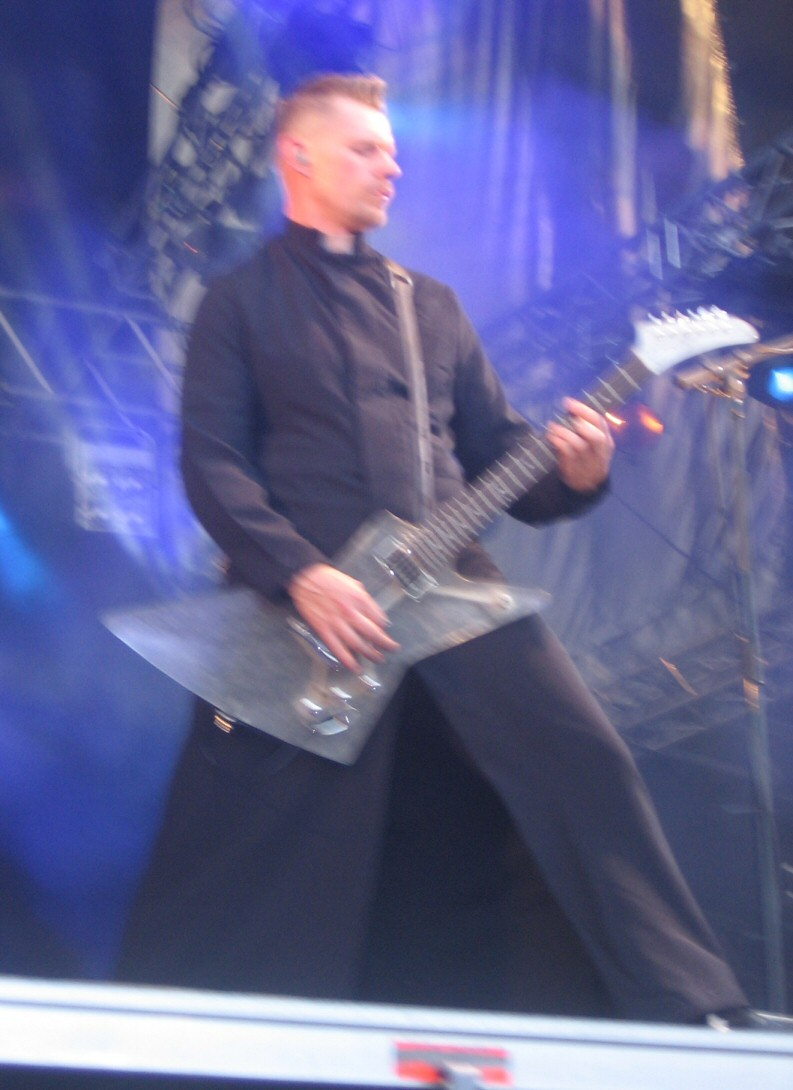
Crap.

## Plastik (1999-2000)
Casi sin parar, el grupo se dirigió a la gira de “Unrein” y comenzó a trabajar en un nuevo álbum. En el año 1999 el álbum "Plastik", tuvo en particular dos canciones “Fieber" y "Das Weisse Licht”. Mientras se trabajaba en el material del álbum, los miembros de la banda tuvieron la idea de hacer un dueto en una canción. Para poner en práctica esta idea, necesitaban un cantante germano parlante, que cantara de una manera clásica, y su voz ser combinada con la voz de Dero. Había un deseo de traer a la obra de Nina Hagen, que era la mejor a manera de satisfacer todas estas condiciones, el tema elegido fue “Fieber”, lanzado como sencillo, además, el clip homónimo fue filmado. A pesar de que la canción fue un éxito, aún más exitoso fue la otra canción del álbum “Das Weisse Licht”, este sencillo ocupó el lugar número 46 en las listas de éxitos, el álbum el puesto 21. El éxito y el álbum y los sencillos pudieron ser mucho más altos, pero Oomph! declara: “Todavía teníamos una relación incómoda con la MTV alemana”. Si el “sexo” parecía indecente en el canal, con “Das Weisse Licht”, en términos del canal era demasiado cruel. El grupo realizó una gira europea junto con Skunk Anansie, y actuaron en numerosos festivales, las canciones más melódicas de "Plastik" ocuparon un lugar firme en el programa de los conciertos del grupo.

## Ego (2001-2003)
En 2001, la banda lanzó el álbum "Ego", seguido de dos sencillos “Supernova” y “Niemand”. La canción "Supernova" y el clip homónimo se convirtió en un éxito, pero la mayoría de los críticos hablaron del álbum no eran muy halagadores sus comentarios. Se fueron en una gira europea con la banda finés HIM, en el que tenían que hablar delante de un público poco acostumbrado al gótico, pero simpáticos con la agrupación.

## Warheit oder Pflicht (2004-2005)
Con el lanzamiento de "Ego", concluyó un contrato con el grupo de la discográfica Virgin Schallplatten, y comienza la búsqueda de una nueva compañía y trabajar en el próximo álbum. A mediados de 2003, Oomph! contrato con Gun Records y lanzó a fin de año el vídeo “Augen auf!”. Inmediatamente después del lanzamiento a principios de 2005, el sencillo del mismo nombre, ya se ubicaba en el top 10 de sencillos. La canción es tan popular en Alemania que para el primer día se agotó toda la tirada y Gun Records comienza rápidamente liberar más copias. Para la primera semana “Augen auf!” llega ocupar la primera posición en todas las listas alemanas. Gracias a la fama de la canción, “Augen auf!” llega a ser el tema central del videojuego FIFA Football 2005 y sus dos entregas futuras Rápidamente se convierte en un sencillo “de oro". En febrero de 2004, se publicara el octavo álbum "Wahrheit oder Pflicht", que se convierte en "oro" y es parte del Top 100 discos en Alemania. Luego el grupo se irían en un recorrido por las ciudades de Alemania y Europa; en Alemania en casi todas las ciudades de los conciertos estuvieron con la casa llena. En abril-mayo de 2004 aparece el videoclip de “Brennende Liebe” y el epónimo sencillo, grabado junto con la banda austriaca L'Âme Immortelle. Este sencillo también llegó ocupar entre los Top 10 de Alemania.

## GlaubeLiebeTod, Delikatessen y Rohstoff (2006)
En marzo de 2006 se lanzó el álbum "GlaubeLiebeTod". La actuación de la banda en la ceremonia de premios de la música “Echo” fue prohibida cuando el jurado encontró que los músicos iban a interpretar su último sencillo “Gott ist ein Popstar” (“Dios es una estrella del pop"). Un año más tarde, debido al éxito de “GlaubeLiebeTod”, el álbum fue nominado para estos premios, a pesar de la presencia en la lista de canciones de la canción más "controvertida".

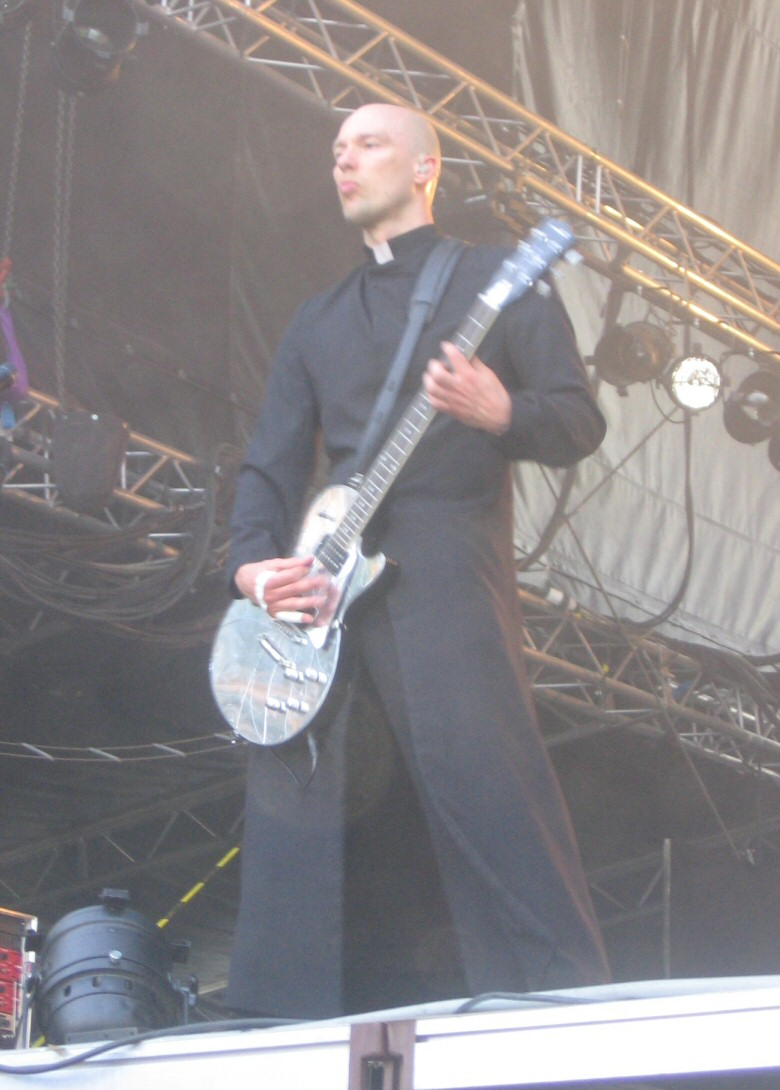
Flux

En agosto de 2006, Virgin lanzó el álbum recopilatorio “1998–2001 Best of Virgin Years”; el cual contiene canciones de tres discos bajo este sello, así como algunos temas inéditos. La banda se distanció de esta liberación y pidió a los fanes no comprarlo, así como la etiqueta GUN, actual de la banda ya había programado una mejor compilación también.
La canción “Träumst du?” se llevó el primer lugar en la competencia Bundesvision Song Contest (analógico nacional alemán de la Eurovisión). En febrero de 2007 se dio lanzamiento del sencillo con Marta Jandová, cantante del grupo Die Happy. En marzo “Delikatessen", su recopilatorio oficial de mejores temas fue lanzado. En julio, se dio el lanzamiento del primer DVD “Rohstoff”. Incluye una presentación en vivo en Berlín en 2006, más videoclips, encuestas y entrevistas. En noviembre del mismo año emitieron “Delikatessen Vs. Rohstoff” que incluye gran material audiovisual.

## Monster y Truth or Dare (2007-2010)
El 14 de diciembre de 2007 llega un nuevo vídeo, esta vez de la canción “Wach auf!”, dicho tema forma parte de la banda sonora de la película Alien vs. Predator: Requiem. El 4 de enero de 2008 se da lanzamiento del sencillo “Wach auf!”, que incluye la canción en sí, y la remezcla.
A la espera del nuevo álbum en su página oficial apareció un juego en línea de laberinto, que al completar los jugadores tenían la oportunidad de ver nuevas fotos de la banda, así como las versiones completas de los temas “Beim ersten Mal tut’s immer weh” y "Labyrinth” del nuevo álbum. Ambos videos fueron censurados, y el vídeo “Beim ersten Mal tut’s immer weh” se retiró pronto de sitios como YouTube y MyVideo. El 22 de agosto lanzó el décimo álbum, titulado "Monster", cuya carátula fue elegida mediante un concurso con los fanes, que hizo que vínculo entre el pasado, presente y futuro, incorporando elementos EBM del álbum debut, como en la pista “Revolution", así como los coros, himnos, poderosos riffs de guitarra, música de baile, como las bandas sonoras de las películas. El álbum se lanzó en varias versiones (CD y DVD), así como conteniendo pistas extras.
El 5 de septiembre de 2008 se lanza el sencillo “Labyrinth”. Después de unos días, este sencillo y el álbum ocupan el puesto número 1 en las listas alternativas alemanas. Para el 13 de noviembre llega un nuevo vídeo para la canción “Auf Kurs”. El 6 de noviembre comenzó el tour para “Monster" y durante un mes la banda dio 23 conciertos. El 25 de noviembre la banda celebró un concierto transmitido en vivo desde Colonia, este se observó por más de 25 000 personas en Internet, y más de 1000 fanes en la audiencia. En 2009 la banda comenzó con el lanzamiento del vídeo y sencillo de “Sandmann”, tema dedicado al problema de la pobreza infantil en Alemania. En febrero, debido a la crisis económica deja de existir la compañía GUN Records y ahora Oomph! se va con Sony Music.
Ya el 26 de febrero de 2010 se lanzó el álbum "Truth Or Dare", un recopilatorio de algunas canciones traducidas al inglés, para ganar apoyo del público angloparlante.

Queremos llevar la música a tantas personas en todo el mundo como sea posible. Siempre nos gustó explorar nuevas dimensiones y conocer nuevos países. Las letras, un componente importante de nuestras canciones, y para la mayoría de nuestros fans es lo que dice (en combinación con la música) es la razón por la que nos siguen desde hace muchos años y se siente una profunda conexión con nosotros. El lenguaje, el inglés, es el idioma internacional, y por lo tanto, es para permitir que la mayoría de la gente entre en el mundo de nuestros pensamientos, tuvimos que escribir nuestras mejores canciones en este idioma.
Robert Flux

En apoyo de este álbum, visitaron varios países europeos, incluido Rusia. En el verano de ese mismo año por orden del ESL (Electronic Sports League) se escribió la canción principal para los juegos del torneo ESL Pro Series 17, llamada “Sieger”.

## Des Wahnsinns fette Beute (2011-2013)
El 8 de octubre de 2011 en la página oficial del grupo en Facebook, Robert Flux anunció que el nuevo álbum estaría terminado a finales de noviembre. Después de un tiempo Dero también dijo que seleccionarán 20 pistas, y luego se elegirá entre todas las mejores 12 o 14. En la web oficial de la banda anunció que el nuevo disco se llamaría “Des Wahnsinns Fette Beute". El primer sencillo, “Zwei schritte vor”, fue publicado el 4 de mayo de 2012 y el nuevo álbum fue lanzado el 18 de mayo.
Oomph! se iría en una gira de conciertos por Europa, que comenzó el 24 de mayo en Rusia y continuaría hasta octubre por varios países. Ese mismo año, dos nuevos miembros de la banda para los shows en vivo se unirían: Okusa (percusión) y El Friede (teclado).
La página oficial de Facebook del grupo en el 29 de agosto de 2012 se informó de que el baterista, Leo, para las actuaciones en directo dejaba la banda, dando su última actuación con la banda en Krock U Festival Maibutne en Jersón, Ucrania el 1 de septiembre de 2012. Un nuevo baterista, Silvestri se anunció en la página oficial del grupo en Facebook el 14 de septiembre de 2012.

## XXV, y su aniversario de 25 años (2014-2017)
El 16 de mayo de 2014, en una entrevista con Global Metal Apocalypse, el líder vocalista, Dero mencionó que la banda estaba trabajando en un nuevo álbum, el cual se lanzaría para el 2015. El 17 de mayo de 2015 en el sitio web oficial, se anunció que el 31 de julio sería el lanzamiento del nuevo material. Más tarde se supo que el álbum se llamaría “XXV”, ya que con este título celebran sus 25 años de carrera musical.
El 17 de julio de 2015 se liberó el sencillo “Alles aus Liebe” y su vídeo se publicó el mismo día para el álbum. El nuevo álbum titulado "XXV", ha ganado rápida mente popularidad entre los fanáticos que han estado tanto tiempo con la banda, con 1 semana apenas contada logra alcanzar el puesto número 10 en las listas alemanas.
Durante finales del mes de julio de 2016, OOMPH! anuncia su primer concierto en México, programado para el 3 de diciembre del mismo año, siendo este su primer concierto en Latinoamérica en su carrera.

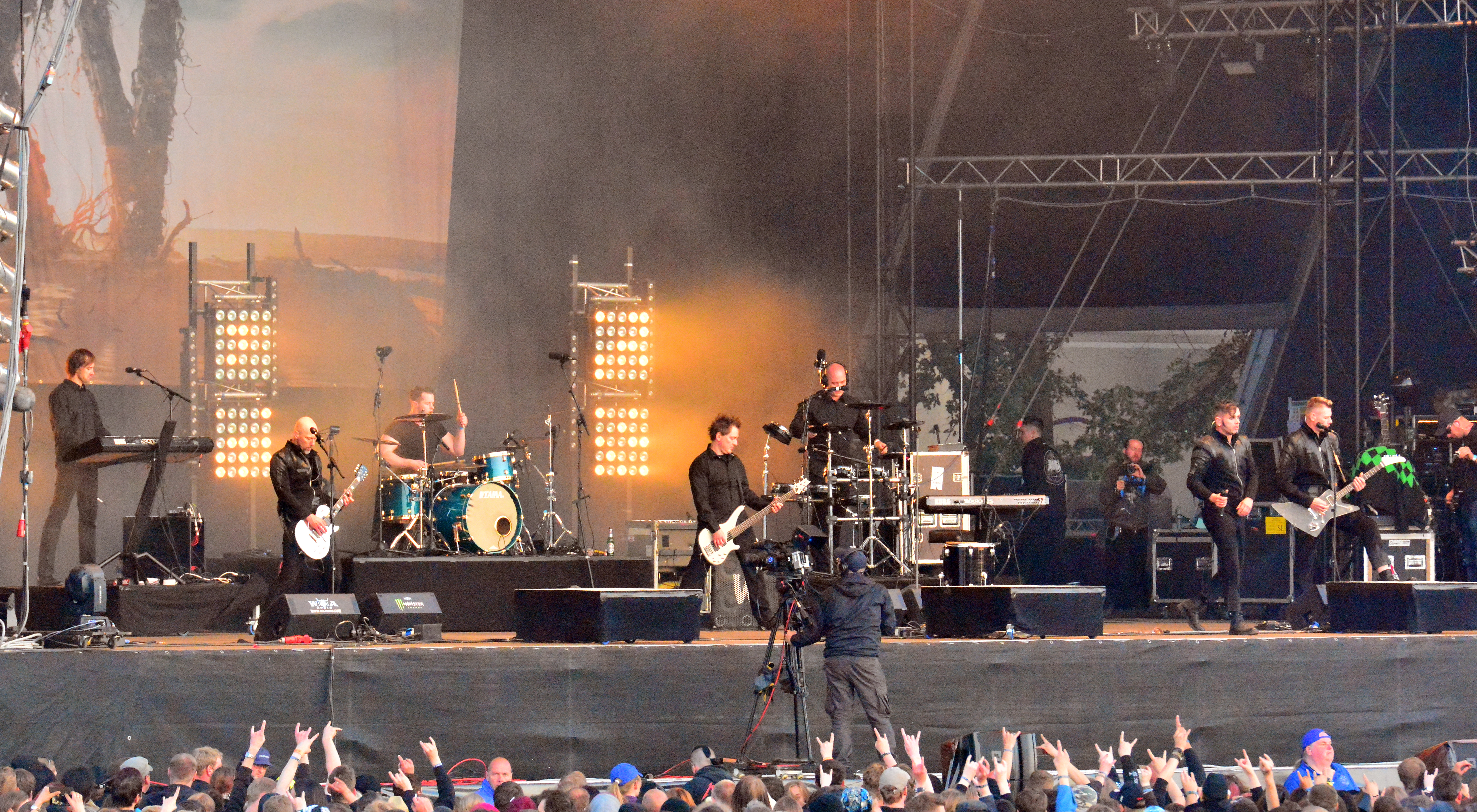
Oomph! durante su tour de 25 años de aniversario

## Ritual (2018-2021)
Durante el año 2018 la banda tuvo una serie de apariciones en festivales, incluyendo Greenfield Festival, Wacken Open Air y la 2.ª edición del Volle Kraft Voraus Festival con la banda Eisbrecher. Firmaron un acuerdo con su nueva compañía discográfica Napalm Records en abril de 2018 y planes para lanzar su 13.º álbum de estudio en 2019, indicando incluso la fecha de su nuevo lanzamiento discográfico: 18 de enero.
El 15 de noviembre, se publicó una imagen de las ilustraciones del nuevo álbum y su título sería "Ritual". El primer sencillo del álbum, "Kein Liebeslied", fue lanzado el 30 de noviembre de 2018 con un vídeo lírico de acompañamiento en el canal de YouTube de Napalm Records.
Posteriormente, el 4 de enero de 2019 OOMPH! lanza el primer video musical y su segundo sencillo para "Ritual": Tausend Mann Und Ein Befehl. Cuyas letras traen un mensaje antiguerra al grito de "Nie Wieder Krieg!" (No más guerra) y de acuerdo al vocalista Dero Goi: "Esta canción es sobre la tragedia de ceguera al seguir órdenes durante la guerra. Sin una jerarquía estricta, la mayoría de las guerras no ocurrirían. Para mí, el ejemplo más popular de alguien que ignora una orden es el soldado ruso que salvó al mundo en la década de 1980 siguiendo su instinto en lugar de disparar armas nucleares. Como se vio después, los misiles nucleares de Estados Unidos que su supervisor no vio en el radar no eran más que los reflejos del sol". 
El disco "Ritual" es lanzado a nivel mundial en enero y bastaron pocos días para perfilarse como el álbum número 1 en los charts de Alemania. El álbum fue lanzado en formato normal con 11 tracks entre los cuales incluye una colaboración con Chris Harms quien es vocalista de Lord of the Lost, Digi-pack con tres bonus tracks que incluyen un remix realizado por Lord of The Lost y dos canciones nuevas. También lanzaron viniles en versiones normal y Gold, y una versión deluxe que incluía vinilos, CD, bandera, colgante y playeras. Este disco de acuerdo a Dero es totalmente experimental "volviendo a sus raíces" ya que durante los casi 60 minutos de duración se puede escuchar esos toques de discos anteriores como Defekt, Wahrheit oder Pflicht, entre otros; además de notar los registros vocales de Dero quien en este álbum hace volver los guturales y la voz rasposa de los 90's acompañado también de su voz melódica pasando entre una voz y otra en la mayor parte de los tracks.
Para el mes de febrero es lanzado su tercer y último sencillo promocional con video musical para Ritual el cual es "Im Namen Des Vaters" con su caracterísitico sonido alternativo.
Con este álbum y su más reciente firma, algunos de los videos musicales más antiguos de la banda (incluyendo algunos que tenían restricción en varios países del mundo) están disponibles en su canal oficial de Youtube, además de a partir del mes de septiembre de 2019, todos los álbumes de la banda, desde el homómino hasta Ritual ya se encuentran disponibles en plataformas digitales de streaming.
Oomph! contaba ya con diversas presentaciones agendadas para el año 2020 entre las cuales estaban una serie de conciertos en Alemania y su participación en el Amphi Festival, todas ellas tuvieron que ser suspendidas o reprogramadas, debido a la Pandemia de Covid-19.

## Presente (sin Dero, septiembre de 2021)
El 29 de septiembre de 2021, la banda publicó un comunicado en sus redes sociales, declarando lo siguiente:

A partir del 30 de Septiembre de este año, Dero ya no formará parte de OOMPH!. Los 3 lamentamos no haber logrado mantener la banda en esta alineación, a pesar de los esfuerzos más grandes. Hemos acordado juntos que Flux y Crap serán "OOMPH!". A seguir adelante y desearnos lo mejor para el futuro!
OOMPH!

El 1 de octubre, desde el perfil de Dero se publicó esta declaración:

Queridos amigos, fans y oyentes...
Quiero agradecerles sinceramente desde el fondo de mi corazón los más de 30 años de profundas emociones, máxima energía, máxima diversión y un extraordinario nivel de experiencia y desarrollo personal. 
Supongo que todos sentimos esa profunda conexión entre nosotros desde el primer minuto en el escenario y antes de él, y estoy absolutamente agradecido por nuestra relación recíproca de amor, pasión, melancolía y agresión positiva.
Siempre estaré agradecido por cada parpadeo, respiración y latido que hemos compartido el uno con el otro...
Con todo el respeto por su luto y decepción... ¡acepten el hecho de que esto fue un acuerdo de 3 personas!
Tengo muchas ganas de presentarles mi nuevo proyecto D.E.R.O., en el que, por supuesto, seguiré compartiendo con ustedes mis más profundos pensamientos y emociones sobre este extraño mundo de la forma más auténtica posible...
Muchas gracias por su confianza, su fe, su pasión, su entusiasmo y, sobre todo, por su honestidad.
Les quiero de verdad y les debo mucho.
Abrazos...
DERO
Dero Goi

El 5 de octubre, desde el perfil de Facebook de la banda, Crap y Flux emitieron esta declaración:

¡Queridos fans y amigos de OOMPH!:
¡Gracias por sus numerosos y sinceros comentarios sobre nuestro comunicado de la semana pasada! ¡Hemos leído y seguido todo con mucha atención!
Cuando fundamos OOMPH! hace ya más de 30 años, nunca hubiéramos creído lo emocionante y el éxito que tendría este viaje. Sin ustedes y suapoyo, nunca habríamos llegado tan lejos.
Amamos nuestra banda, nuestra música y nuestras letras tanto como ustedes. Por supuesto, las numerosas y magníficas experiencias de los conciertos con ustedes también son inolvidables. Por eso podemos entender muy bien sus sentimientos y compartir su sentir.
¡Somos muy conscientes de nuestra gran responsabilidad para el futuro de OOMPH! ¡Por supuesto, también les estamos muy agradecidos por las numerosas sugerencias y buenos deseos, y sobre todo por la confianza que han depositado en nosotros!
Hemos luchado mucho para mantener OOMPH! y todo lo que hemos construido juntos durante 30 años en la alineación original. Desgraciadamente, a pesar de nuestros esfuerzos, no lo hemos conseguido.
Ahora haremos todo lo posible para continuar nuestro sueño común y nuestra música en el futuro. ¡Para ello, por supuesto, necesitamos de nuevo su confianza y su apoyo!
Todo nuestro equipo permanece: Nuestra banda de músicos que nos acompaña en los conciertos y nuestro equipo técnico están completamente con nosotros y preparados. Nuestra compañía discográfica Napalm Records ya está esperando nuestro próximo álbum. Nuestra agencia de conciertos Seaside Touring ya está hablando con los organizadores de conciertos sobre los festivales y espectáculos para el próximo año.
¡Crap y yo ya hemos escrito un montón de canciones y letras nuevas para el nuevo álbum de OOMPH! ¡Así que el viaje juntos continúa! Con un nuevo cantante.
Va a ser un nuevo tiempo emocionante, ¡y va a ser genial!
Así que manténganse curiosos. Les ofreceremos regularmente las últimas informaciones del mundo OOMPH! aquí!
Hasta pronto.
CRAP + FLUX

El 9 de octubre, el periodista Marcus Schleutermann publicó en el portal de la revista Rock Hard: "(Dero Goi, el cantante carismático siempre se había mostrado como un espíritu despierto que siempre habia sido crítico con la iglesia y la había denunciado en numerosas letras. Mientras tanto, ha pasado de ser un "agnóstico declarado" a un "cristiano renacido", que difunde su nueva fe públicamente y ya no quiere cantar ciertas letras, de las cuales reniega,  por lo que la banda no podría tocar varios de sus éxitos en directo. Las polémicas que rodean al ahora ex-vocalista se vieron alimentadas por ciertas publicaciones en las redes sociales, algunas de las cuales fueron eliminadas y luego re-publicadas (bajo diferentes pseudónimos), con contenido de teorías conspirativas, fanatismo religioso e ideología extremista. En este sentido, la división actual es lógica." 
El 10 de octubre, el sitio oficial de Facebook de la banda compartió una entrevista publicada en el portal de Braunschweiger Zeitung:

Por supuesto que continuaremos. Nos encanta nuestro grupo, nuestra música y nuestros conciertos, así como nuestros fans. Esta es nuestra vida. Nuestras canciones forman parte de nosotros, nos encanta tocarlas en directo, una y otra vez. Eso es lo que somos. Pero también todo lo que hagamos en el futuro volverá a ser Oomph!

Ahora estamos hablando con muchos cantantes. No queremos ocupar el puesto como un asiento eyectable, así que no nos precipitamos en la decisión. Somos conscientes de la responsabilidad. Sin embargo, queremos empezar lo antes posible con un nuevo álbum y también con conciertos, si es posible ya en 2022. Nuestro management y nuestra red también siguen existiendo. Ya tenemos suficientes ideas de canciones para lo que parecen ser dos álbumes. Cuando hayamos encontrado al cantante adecuado, podrá aportar su parte. El nuevo líder será sin duda un miembro de pleno derecho de la banda y participará en el proceso creativo.
FLUX + CRAP

## Discografía

### Álbumes
- Oomph! (1992)
- Sperm (2 de mayo de 1994)
- Defekt (9 de mayo de 1995)
- Wunschkind (28 de octubre de 1996)
- Unrein (27 de febrero de 1998)
- Plastik (11 de octubre de 1999)
- Ego (9 de julio de 2001)
- Wahrheit oder Pflicht (16 de febrero de 2004)
- GlaubeLiebeTod (24 de marzo de 2006)
- Monster (22 de agosto de 2008)
- Des Wahnsinns Fette Beute (18 de mayo de 2012)
- XXV  (31 de julio de 2015)
- Ritual (18 de enero de 2019)
- Richter und Henker (8 de septiembre de 2023)

### Recopilatorios
- 1991-1996: The Early Works (24 de junio de 1998)
- Best Of The Virgin Years 1998 - 2001 (18 de agosto de 2006)
- Delikattessen (1 de diciembre de 2006)
- Truth Or Dare (26 de febrero de 2010)

### Sencillos
- Ich bin du  (23 de septiembre de 1991)
- Der neue Gott (27 de enero de 1992)
- Breathtaker (22 de marzo de 1993)
- Sex (7 de marzo de 1994)
- 3+1 (24 de octubre de 1994)
- Ice-Coffin (16 de junio de 1995)
- Gekreuzigt (26 de enero de 1998) (Alemania #81)
- Unsere Rettung (27 de abril de 1998)
- Das weisse Licht (30 de agosto de 1999) (Alemania #46)
- Fieber (Feat. Nina Hagen) (29 de noviembre de 1999)
- Supernova (14 de mayo de 2001) (Alemania #80)
- Niemand (3 de septiembre de 2001) (Alemania #94)
- Augen Auf! (12 de enero de 2004) (Alemania #1 [5 semanas], Austria #1 [4 semanas], Suiza #21)
- Brennende Liebe (Feat. L’Âme Immortelle) (10 de mayo de 2004) (Alemania #6, Austria #11, Suiza #35)
- Sex hat keine Macht (20 de septiembre de 2004) (Alemania #31, Austria #57)
- Gott ist ein Popstar (24 de febrero de 2006) (Alemania #12, Austria #14, Suiza #93)
- Das Letzte Streichholz (12 de mayo de 2006) (Alemania #27, Austria #37)
- Die Schlinge (Feat. Apocalyptica) (4 de agosto de 2006) (Alemania #51)
- Gekreuzigt 2006 + The Power of Love (17 de noviembre de 2006) (Alemania # 54)
- Träumst du? (Feat. Marta Jandova) (9 de febrero de 2007) (Alemania #9, Austria #48)
- Wach Auf! (4 de enero de 2008)
- Labyrinth (5 de septiembre de 2008)
- Sandmann (27 de enero de 2009)
- Zwei schritte Vor (4 de mayo de 2012)
- Alles aus Liebe (17 de julio de 2015)
- Kein Liebeslied (30 de noviembre de 2018)
- Tausend Mann und Ein Befehl (4 de enero de 2019)
- Im Namen Des Vaters (18 de febrero de 2019)
- Wem die Stunde Schlägt (11 de julio de 2023)
- Richter und Henker (15 de agosto de 2023)
- Nur ein Mensch (5 de septiembre de 2023)

### VHS y DVD
- Sex VHS (1998)
- Ice-Coffin VHS (1999)
- Das Weisse Licht VHS (2001)
- Best Of The Virgin Years 1998-2001: Bonus DVD (2006)
- Rohstoff (2006)

### Remixes
- Upperworld - Syntec
- Ich sehe dich - Such A Surge
- L 'Oasis - La Floa Maldita
- Good God (The Mixes) - Korn
- Und...ich lauf - Joachim Witt
- Painful Reconstructed EP- Sin
- Freedom - De/Vision
- Sheila - Rauhfaser
- Here Comes The Pain - Farmer Boys
- Silver Surger - Such A Surge
- Keilerkopf I - Keilerkopf
- Hülle - Keilerkopf
- Traumschloss - Keilerkopf
- Monochrom - Herzer
- Glas - Herzer
- Supergestört und Superversaut - Joachim Witt
- Krieger - And One

## Videoclips
- 1994 – Sex
- 1995 – Ice-Coffin
- 1998 – Gekreuzigt
- 1998 – Gekreuzigt Remix, versión del tema "Gekreuzigt" con arreglos de Música Electrónica y Electronic Body Music dicho tema fue realizado por la agrupación de Synth pop And One.
- 1999 – Das weisse Licht
- 1999 – Fieber (Con Nina Hagen)
- 2001 – Supernova
- 2001 – Swallow
- 2001 – Niemand, video de un B-Side aparte del lanzamiento del disco Ego.
- 2004 – Augen Auf!
- 2004 – Brennende Liebe (Con L'âme Immortelle)
- 2004 – Sex hat keine Macht
- 2006 – Gott ist ein Popstar
- 2006 – Das letzte Streichholz
- 2006 – Die Schlinge (Con Apocalyptica)
- 2006 – Gekreuzigt 2006
- 2006 – The Power of Love
- 2006 – God Is A Popstar, una versión del tema "Gott ist ein Popstar" con letras en inglés, la canción luego sería incluida en el disco Truth or Dare.
- 2007 – Träumst du? (Con Marta Jandová)
- 2008 – Wach auf!
- 2008 – Beim ersten Mal tut's immer weh
- 2008 – Labyrinth
- 2008 – Auf Kurs
- 2009 – Sandmann
- 2010 – Ready Or Not (I’m Coming), versión del tema "Augen Auf!" con letras en inglés.
- 2012 – Zwei schritte vor
- 2012 – Ernten was wir säen
- 2015 – Alles aus Liebe
- 2016 – Als wärs das letzte Mal (Vídeo en vivo)
- 2018 – Kein Liebeslied (Vídeo lírico)
- 2019 – Tausend Mann und ein Befehl
- 2019 – In Namen des Vaters